# Erling Evensen
Erling Evensen (* 29. April 1914 in Mesnali; † 31. Juli 1998 in Ringsaker) war ein norwegischer Skilangläufer.
Evensen, der für Hedmark startete, belegte bei den Nordischen Skiweltmeisterschaften 1939 in Zakopane den 26. Platz über 18 km und den vierten Rang mit der Staffel. Im folgenden Jahr errang er bei den norwegischen Meisterschaften den dritten Platz über 18 km und den ersten Platz über 30 km. Im Jahr 1947 wurde er norwegischer Meister über 18 km und mit der Staffel von Hedmark. Im Lauf über 30 km kam er auf den zweiten Platz. Im folgenden Jahr lief er bei den norwegischen Meisterschaften auf den dritten Platz mit der Staffel. Bei den Olympischen Winterspielen 1948 in St. Moritz holte er die Bronzemedaille mit der Staffel und errang im Lauf über 18 km den 15. Platz.